# OKYAAAMA!〜大都会オカヤマな夜〜
『OKYAAAMA!〜大都会オカヤマな夜〜』（オキャーマ だいとかいオカヤマなよる）は、2023年4月16日よりRSK山陽放送（RSKラジオ）で放送されているバラエティ番組である。

## 番組概要
初期は地味なイメージの岡山県を日曜の22:00～23:00の1時間だけは大都会のように光り輝かせようという番組だった。
パーソナリティは坂俊介アナウンサーと駆け出しアイドルのはるにゃんが担当している。2023年10月までは月1でコスプレイヤーでインフルエンサーのちーわーるど。も出演していた。街ロケなどもおこなっている。
番組ハッシュタグは「#大都会オキャーマ」。
放送の翌週月曜にはYouTubeに番組の模様が映像付きでアップされている。
なお、2024年から年度上半期にこれまで放送されていたRSKエキサイトナイターのうち、水・木曜日の放送を廃止することになったため、同4月からはそのナイター中継の跡地である水曜19:00 - 21:00に生放送。通年での編成のため、同年度下半期はTBSラジオ制作番組『荻上チキ・Session』の水曜分はネット受けを行わない。

### 交流・受賞歴
番組の宣伝として交流のある文化放送『おとなりさん』、高知放送『水曜日のカツオボーイズ』、ラジオ福島『他言無用』に坂が出演した。
2023年度日本民間放送連盟賞エンターテインメント部門 中四国審査「最優秀賞」、全国優秀賞を受賞した。

### 番組ノベルティ
- 番組ステッカー -  OKYAAAMA大喜利のポイント、週間坂俊、仮面ピアニスト、リスナージングルの採用者にプレゼントしている[11]。
- 番組クリアファイル - 番組出演、またはOKYAAAMA大喜利のポイント（5ポイント）でプレゼントしている[12]。
- 缶バッジ - OKYAAAMA大喜利のポイント（10ポイント）、リスナージングルの採用者にプレゼントしている[13]。

## 放送時間
- 2024年4月3日 - 、毎週水曜19:00 - 21:00（生放送）

### 過去の放送時間
本放送
- 2023年4月16日 - 2024年3月31日、毎週日曜日 22:00 - 23:00

再放送
- 2023年4月23日（22日深夜） - 2023年10月1日（9月30日深夜）、毎週日曜日（土曜日深夜） 4:00 - 5:00
2023年度下半期から日曜未明のメンテナンス（試験電波）枠設置のため下記時間に移動。
- 2023年10月5日 - 2024年3月28日、毎週木曜日 21:00 - 22:00

## コーナー
ふつおた・リアクション・お悩み募集
リスナーのリアクションメールやSNSの投稿を紹介している。
大都会オカヤマ○○な人
岡山県在住の様々な人物をゲストに招いてトークをするコーナー。タイトルコールは大分放送『夜のイチスタ』の池田麻衣子が担当している。
吸引MUSIC
あるアーティストの息を吸う音を聞き分けるクイズコーナー。
OKYAAAMA大喜利
公式ツイッターにアップされるお題の答えを募集、紹介。採用された5名の答えをアップし、ポイントに応じてノベルティをプレゼントしていく。
オキャーマファイトクラブ
はるにゃんが他のアイドルとトークやゲームで対決するコーナー。リスナーからアイドルの推薦も募集している。

## 過去のコーナー
週刊坂俊
何かを伝えたいリスナーを募集、そのリスナーに電話し、坂とはるにゃんが様々な質問をぶつけるコーナー。
リスナージングル
30秒の岡山県に関するコメントを募集するコーナー。
仮面ピアニスト『悩み』
岡山在住の謎の仮面ピアニスト・りんさんのピアノに合わせて、お悩みを解決していく月1コーナー。

## 他局からの参加者
2023年
- 4月16日（第1回） - 菊地真衣（茨城放送）※お祝いジングル[32]
- 4月23日（第2回） - 大窪シゲキ（広島エフエム放送） ※お祝いジングル[33]
- 4月30日（第3回） - 工藤淳之介（新潟放送） ※お祝いジングル[34]
- 5月7日（第4回） - やのひろみ（南海放送）※お祝いジングル[35]
- 5月21日（第6回） - 松田大佑、ビーグル38能勢（高知放送）※お祝いジングル[36]